# Proyecto Kilopower

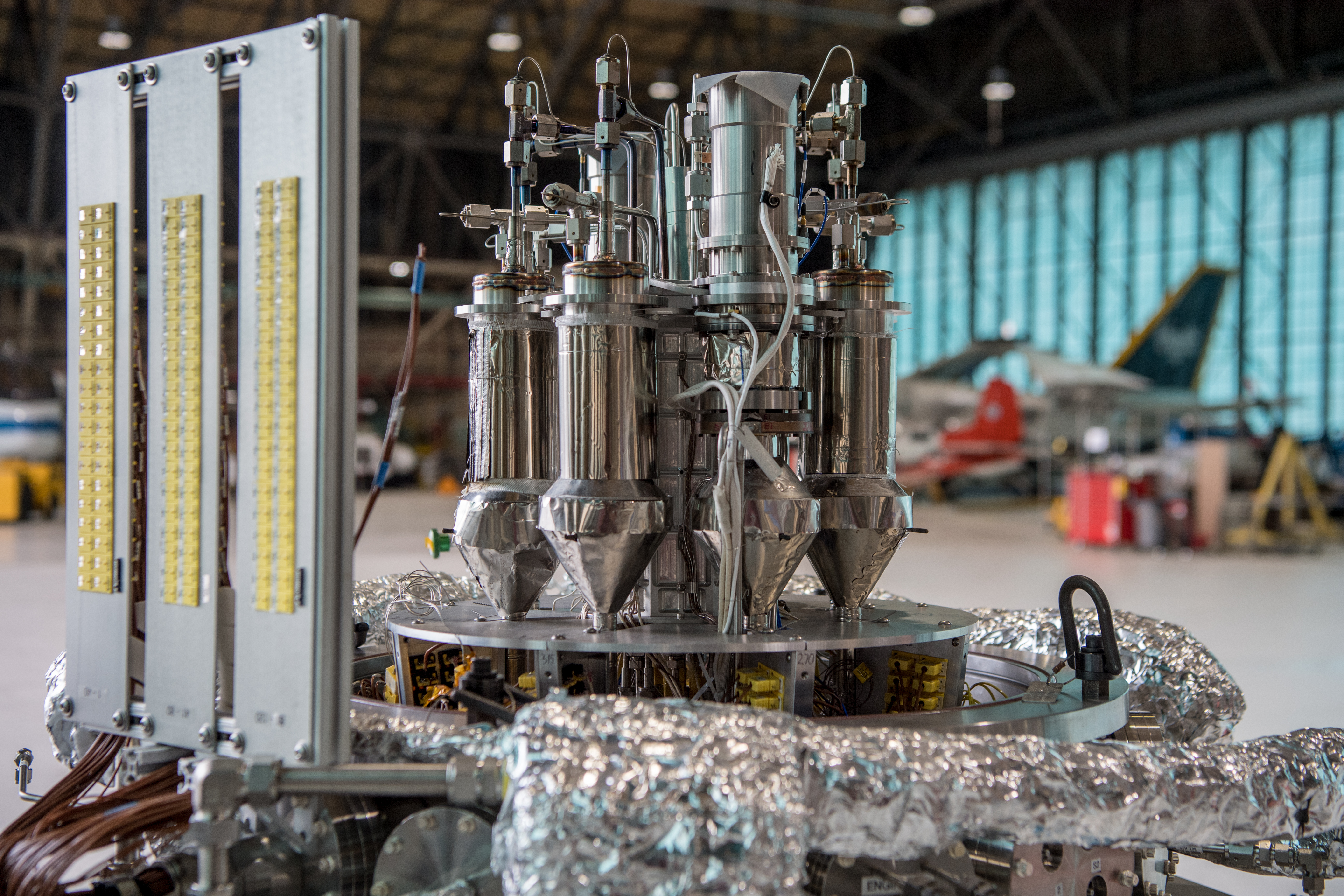
Prototipo de reactor nuclear Kilopower de 1 kW de NASA para uso en superficies espaciales y planetarias

El proyecto Kilopower  es proyecto de la NASA cuya finalidad es construir un reactor nuclear para el espacio. El proyecto comenzó en octubre de 2015. Los reactores Kilopower vendrán en una variedad de tamaños capaces de producir de uno a 10 kW de energía eléctrica, continuamente durante 10 años o más. El reactor de fisión usa uranio-235 para generar calor que se transporta a los convertidores de Stirling a través de tuberías de calor pasivas de sodio.
Es un proyecto iniciado desde el departamento Space Technology Mission Directorate de la NASA, y consiste en mantener un equipo de varios reactores pequeños de fisión nuclear, cuya función es dividir átomos de uranio para generar calor, que luego terminan convirtiéndose en energía eléctrica. En septiembre de 2017 y hasta enero de 2018, la NASA comenzará a realizar pruebas cerca de Las Vegas, en el Nevada National Security Site, para validar el diseño y rendimiento del nuevo reactor, con un modelo de minireactor que empezaron a diseñar en el año 2014, que tiene una altura de 1,9 metros, y que producirá un kW de potencia eléctrica, para limitar presupuesto, la unidad no posee una gama de motores Stirling, necesaria para convertir la energía durante el proceso de fisión en calor, en su lugar se utilizarán simuladores térmicos para comprobar el funcionamiento de los motores y visar la potencia del reactor antes de la fecha límite de 30 de septiembre de 2017 para continuar posteriormente con el resto de pruebas. La intención es crear fuentes de energía para posibles bases en Marte y poder abastecerse produciendo combustible y hábitats y energía para otros equipos, para cuando los seres humanos se instalen en el planeta.
Los especialistas de la NASA calculan que las expediciones necesitarán un sistema que genere cerca de 40 kW de potencia, lo necesario para ocho casas en la Tierra, en el caso del Curiosity, el generador RTG que lo suministra de energía, le abastece de 125 W de energía.
Otra opción que se barajó antes de la energía nuclear fue la energía solar, pero está limitada a regiones expuestas a la luz solar para la carga de sus baterías, puesto que las zonas más soleadas en Marte reciben aproximadamente un tercio de la cantidad de luz solar que recibe la Tierra.
Será la primera vez que se utilice un reactor de fisión en el espacio. Con anterioridad, en la década de 1960, con los primeros cohetes y naves espaciales se utilizó el sistema SNAP, un sistema que desarrolló dos tipos de sistemas de energía nuclear. Uno es el sistema RTG que aprovecha el calor liberado de la desintegración natural del elemento radiactivo plutonio, alimentando desde hace años las sondas espaciales. El otro sistema es el de reactor de fisión, tuvo como resultado el SNAP-10A, el primer y único reactor nuclear de los Estados Unidos que funcionó en el espacio, lanzado el 3 de abril de 1965, estuvo operativo durante 43 días, abasteciéndose de una potencia de 500 W eléctricos, aún sigue en órbita alrededor de la Tierra y se espera que aproximadamente durante 4000 años más. Rusia, por su parte, lleva décadas utilizando reactores de fisión para impulsar sus naves espaciales, entre las que se encuentran RORSAT o los sistemas TOPAZ.
El proyecto está sustentado por un presupuesto inicial de 15 millones de dólares.